# Caumont (Pas-de-Calais)
Caumont is een gemeente in het Franse departement Pas-de-Calais (regio Hauts-de-France) en telt 206 inwoners (1999). De plaats maakt deel uit van het arrondissement Montreuil.

## Geografie
De oppervlakte van Caumont bedraagt 9,5 km², de bevolkingsdichtheid is 21,7 inwoners per km².
De onderstaande kaart toont de ligging van Caumont (Pas-de-Calais) met de belangrijkste infrastructuur en aangrenzende gemeenten.

## Demografie
Onderstaande figuur toont het verloop van het inwonertal (bron: INSEE-tellingen).